# Diaphaenidea signifera
Diaphaenidea signifera es una especie de insecto coleóptero de la familia Chrysomelidae.
Fue descrita científicamente en 1918 por Weise.